# PZInż 130
Il PZInż 130  è stato un carro armato leggero anfibio sviluppato in Polonia durante la prima metà degli anni trenta del XX secolo, rimasto allo stadio di prototipo.

## Storia
Nei primi anni trenta l’esercito polacco si interessò, per un breve periodo, all’acquisizione di carri armati e tankette di disegno britannico in sostituzione del carri leggeri Renault FT francesi allora in servizio. Tale interesse sfociò nell’acquisto di 11 tankette Carden-Loyd Mk VI e di 50 carri medi Vickers Mark E Type A da costruirsi su licenza, mentre vi fu anche un forte interesse per il carro leggero anfibio prodotto dalla Vickers-Carden-Loyd. Nonostante il carro fosse esibito davanti alle autorità polacche nel settembre 1932, non vi fu alcun ordine di acquisto, ma fu richiesto all’ingegnere Edward Habich della fabbrica Państwowe Zakłady Inżynieryjne di sviluppare un progetto autonomo al fine di eseguire alcuni test operativi su tale tipo di carro armato. 
L’ingegnere Habich sviluppò un nuovo progetto, designato PZInż 130, parzialmente ispirato al carro britannico, che fu terminato nell’autunno del 1936. 
Il prototipo fu consegnato all'esercito polacco il 2 ottobre 1937 insieme a quello del carro leggero 4TP. Durante una manifestazione a Beniaminów, il 2 ottobre dello stesso anno, avvennero le prime prove in acqua eseguite sul lago di Lubiąż, e dal 5 novembre successivo il carro fu impegnato in una esercitazione denominata "Autumn 1937", su un difficile percorso di 1 861 km nei territori sud-orientali della Polonia. Il percorso si snodava da Varsavia attraverso Brėst, Volkovysk, Pinsk, Luc'k, Leopoli, Bučač, Stryi, Żurawica, Lublino e nuovamente a Varsavia. Non emersero difetti significativi, e nel corso del maggio 1938 avvennero nuove prove tecniche sul percorso da Vilnius a Biała Podlaska, 800 km in mezzo alla foresta, e poi il carro prese parte alle grandi manovre tenutesi nell’area di Tarnopol, percorrendo altri 722 km senza gravi inconvenienti. 
Le ultime prove avvennero nel maggio 1939, quando il carro aveva oramai percorso almeno 3 500 km con esito positivo, ma non portarono a nessun ordine di produzione, in quanto l’esercito polacco gli preferì il carro leggero 4TP. Il prototipo fu inviato presso la fabbrica di Ursus, dove fu catturato dalla Wehrmacht durante le fasi dell’invasione del 1939. La sua fine rimane sconosciuta.

## Tecnica
Il carro PZInż 130 disponeva di una torretta ruotante suoi 360°, armata con una mitragliatrice Hotchkiss wz.25 da 7,92 mm o Ckm wz. 30 da 7,92 mm con 2 500 colpi. Secondo i piani di acquisizione, se il carro fosse stato adottato si sarebbe installato un cannone FW wz.38 FK-A da 20 mm, il cui munizionamento era pari a 200 colpi.
Il propulsore a benzina PZInż.425 a 6 cilindri in linea da 3.880 cm³, raffreddato ad acqua, erogante la potenza di 95 CV a 3600 giri al minuto era posizionato in un apposito compartimento sulla parte destra centrale del carro. Per la marcia in acqua il veicolo disponeva di un’elica a tre pale, intubata, installata nella parte posteriore. Il rapporto peso: potenza era pari a 24,2 CV/t, e il carro poteva superare trincee di 1,8 m. Il veicolo raggiungeva una velocità massima di 60 km/h su strada e di 6–8 km/h in acqua.

### Annotazioni
1. ↑  Secondo alcune pubblicazioni d’epoca tale motore era a otto cilindri.

### Fonti
1. 1 2  Piotr Zarzycki, Czołg pływający PZInż 130., Młody Technik nr. 8/1986.
2. 1 2  Janusz Magnuski, Czołgi rozpoznawcze PZInż.-130 i PZInż.-140, Nowa Technika Wojskowa nr. 11/1993.
3. ↑   Polish Armor Projects and Prototypes su achtungpanzer.com, su achtungpanzer.com. URL consultato il 12 gennaio 2017 (archiviato dall'url originale il 6 marzo 2014).
4. 1 2 3 4 5 6 7 8   PZInż.130 Polish amphibious tank su republika.pl, su derela.republika.pl. URL consultato il 12 gennaio 2017 (archiviato dall'url originale il 26 aprile 2017).
5. 1 2 3 4 5 6 7 8 9 10   PZInz.130 Light Amphibious Tank su jexiste.fr, su wardrawings.be. URL consultato il 12 gennaio 2017.

### Periodici
- Adriana Cantamutto, Le forze corazzate polacche, in Eserciti nella Storia, n. 58, Parma, Delta Editrice, marzo-aprile 2010,  pp. 52-58.
- Janusz Magnuski, Czołgi rozpoznawcze PZInż.-130 i PZInż.-14, Nowa Technika Wojskowa nr. 11/1993
- Janusz Magnuski, Czołg pływający PZInż. 130 Nowa Technika Wojskowa nr. 3/2005.
- Piotr Zarzycki, Czołg pływający PZInż. 130, Młody Technik nr. 8/1986.